# Def Jam Recordings
Def Jam Recordings är ett amerikanskt skivbolag som grundades 1984 av Rick Rubin och Russell Simmons.
Def Jam Recordings spelade en viktig roll för tidiga amerikanska hiphopens framväxande under andra halvan av 1980-talet. Några av de första artister som skrev kontrakt med Def Jam var Public Enemy, Run–D.M.C., LL Cool J och Beastie Boys. Numera är bolaget en del av Universal Music Group.

## Signade artister
- Logic
- Frank Ocean
- Big Sean
- Lil Durk
- EPMD
- Ludacris
- Lil’ Kim
- LL Cool J
- Slick Rick
- Method Man
- Nice and Smooth
- Public Enemy
- WC
- Redman
- Run DMC
- Oran "Juice" Jones
- Alyson Williams
- Jeremih
- Rick Ross
- Ne-Yo
- Maejor Ali
- Nas
- Pusha T
- Q-Tip
- The Roots
- Tamia
- Tashan
- Rihanna
- Iggy Azalea
- Jessie J
- Jennifer Lopez
- Jay Z
- Kanye West
- Jeezy